# Supercopa de Francia 2021
La Supercopa de Francia 2021 fue la 45.ª edición de la Supercopa de Francia. El partido se disputó en Israel el 1 de agosto de 2021 en el Estadio de Bloomfield de la ciudad de Tel Aviv.
En esta edición, se enfrentaron el Lille OSC, campeón de la Ligue 1 2020-21 contra el campeón de la Copa de Francia de Fútbol 2020-21, el París Saint-Germain.

## Equipos participantes
|   | Equipo              | Vía de clasificación                  | Participaciones | Última participación      | Mejor desempeño                                                    |
| - | ------------------- | ------------------------------------- | --------------- | ------------------------- | ------------------------------------------------------------------ |
| 1 | Lille OSC           | Campeón de la Ligue 1 2020-21         | 2               | Supercopa de Francia 2011 | Subcampeón 1955, 2011                                              |
| 2 | Paris Saint-Germain | Campeón de la Copa de Francia 2020-21 | 14              | Supercopa de Francia 2020 | Campeón 1995, 1998, 2013, 2014, 2015, 2016, 2017, 2018, 2019, 2020 |

## Sede
| Israel                           |                       |
| Ciudad                           | Estadio               |
| Tel Aviv                         | Estadio de Bloomfield |
|                                  |                       |
| 29 400 espectadores              |                       |
| Final Trophée des champions 2021 |                       |

## Partido

### Ficha del partido
| 30         | POR        | Léo Jardim         |     |
| 3          | DEF        | Tiago Djaló        |     |
| 6          | DEF        | José Fonte         |     |
| 4          | DEF        | Sven Botman        |     |
| 28         | DEF        | Reinildo Mandava   |     |
| 21         | MED        | Benjamin André     |     |
| 8          | MED        | Xeka               | 79' |
| 11         | MED        | Luiz Araújo        | 85' |
| 7          | MED        | Jonathan Bamba     | 85' |
| 9          | DEL        | Jonathan David     | 76' |
| 17         | DEL        | Burak Yılmaz       |     |
| Entrenador | Entrenador | Jocelyn Gourvennec |     |

| 1          | POR        | Keylor Navas        |     |
| 2          | DEF        | Achraf Hakimi       |     |
| 24         | DEF        | Thilo Kehrer        |     |
| 3          | DEF        | Presnel Kimpembe    | 80' |
| 22         | DEF        | Abdou Diallo        |     |
| 15         | MED        | Danilo Pereira      |     |
| 21         | MED        | Ander Herrera       |     |
| 36         | MED        | Éric Dina-Ebimbe    | 69' |
| 23         | DEL        | Julian Draxler      |     |
| 29         | DEL        | Arnaud Kalimuendo   | 80' |
| 9          | DEL        | Mauro Icardi        |     |
| Entrenador | Entrenador | Mauricio Pochettino |     |

| 22 | DEL | Timothy Weah     | 76' |
| 12 | MED | Yusuf Yazıcı     | 79' |
| 12 | DEF | Domagoj Bradarić | 85' |
| 10 | MED | Jonathan Ikoné   | 85' |

| 18 | MED | Georginio Wijnaldum | 69' |
| 20 | DEF | Layvin Kurzawa      | 80' |
| 35 | MED | Ismaël Gharbi       | 80' |

| Anotado | 44' | Xeka | 1–0 |

|  |

| Amonestado | 78'   | Luiz Araújo |
| Amonestado | 90+2' | Léo Jardim  |

| Amonestado | 30'   | Thilo Kehrer   |
| Amonestado | 52'   | Abdou Diallo   |
| Amonestado | 84'   | Julian Draxler |
| Amonestado | 90+3' | Danilo Pereira |

| Árbitro             | Yigal Frid         |
| Árbitros asistentes | David Elias Bitton |
| Árbitros asistentes | Sagy Metzamber     |
| Cuarto árbitro      | Gal Leibovitz      |

| 30         | POR        | Léo Jardim         |     |
| 3          | DEF        | Tiago Djaló        |     |
| 6          | DEF        | José Fonte         |     |
| 4          | DEF        | Sven Botman        |     |
| 28         | DEF        | Reinildo Mandava   |     |
| 21         | MED        | Benjamin André     |     |
| 8          | MED        | Xeka               | 79' |
| 11         | MED        | Luiz Araújo        | 85' |
| 7          | MED        | Jonathan Bamba     | 85' |
| 9          | DEL        | Jonathan David     | 76' |
| 17         | DEL        | Burak Yılmaz       |     |
| Entrenador | Entrenador | Jocelyn Gourvennec |     |

| 1          | POR        | Keylor Navas        |     |
| 2          | DEF        | Achraf Hakimi       |     |
| 24         | DEF        | Thilo Kehrer        |     |
| 3          | DEF        | Presnel Kimpembe    | 80' |
| 22         | DEF        | Abdou Diallo        |     |
| 15         | MED        | Danilo Pereira      |     |
| 21         | MED        | Ander Herrera       |     |
| 36         | MED        | Éric Dina-Ebimbe    | 69' |
| 23         | DEL        | Julian Draxler      |     |
| 29         | DEL        | Arnaud Kalimuendo   | 80' |
| 9          | DEL        | Mauro Icardi        |     |
| Entrenador | Entrenador | Mauricio Pochettino |     |

| 22 | DEL | Timothy Weah     | 76' |
| 12 | MED | Yusuf Yazıcı     | 79' |
| 12 | DEF | Domagoj Bradarić | 85' |
| 10 | MED | Jonathan Ikoné   | 85' |

| 18 | MED | Georginio Wijnaldum | 69' |
| 20 | DEF | Layvin Kurzawa      | 80' |
| 35 | MED | Ismaël Gharbi       | 80' |

| Anotado | 44' | Xeka | 1–0 |

|  |

| Amonestado | 78'   | Luiz Araújo |
| Amonestado | 90+2' | Léo Jardim  |

| Amonestado | 30'   | Thilo Kehrer   |
| Amonestado | 52'   | Abdou Diallo   |
| Amonestado | 84'   | Julian Draxler |
| Amonestado | 90+3' | Danilo Pereira |

| Árbitro             | Yigal Frid         |
| Árbitros asistentes | David Elias Bitton |
| Árbitros asistentes | Sagy Metzamber     |
| Cuarto árbitro      | Gal Leibovitz      |

| Bandera de Francia       |
| Campeón Lille 1.º título |